# Vombati
Vombati (znanstveno ime Vombatidae) so družina iz  podrazreda vrečarjev, ki so v ožjem sorodstvu s koalami. So avstralski endemiti, ki večinoma živijo v hladnejših južnih državah (Tasmanija, Južna Avstralija).
So dobri kopalci rovov, v dolžino merijo slab meter in tehtajo do 30 kilogramov. Čeprav izgledajo okorni, lahko dosežejo 45 km/h, v samoobrambi pa lahko prikažejo ogromne zaloge moči. Prestrašen vombat lahko v samoobrambi hudo poškoduje človeka, saj ga s svojo maso podre na tla, s svojimi ostrimi zobmi pa lahko žrtvi prizadene hude rane.
Vombati niso domače živali in primeri, kot je Underhill leta 1993 (vombat je moškemu skozi gumijaste škornje prizadel skoraj 2 cm globoke rane  Arhivirano 2007-03-14 na Wayback Machine.), nam dajo dobro vedeti, da lahko z njimi, kot z vsemi divjimi živalmi, ravnajo le strokovnjaki.
Vombati so rastlinojedi, njihovi glavni viri hrane so trave, zelišča, lubje in korenine.